# یولاندا باسکس
یولاندا باسْـکِـس (اسپانیایی: Yolanda Vazquez‎؛ زادهٔ ۵ نوامبر ۱۹۶۰) بازیگر اسپانیایی-بریتانیایی سینما، تلویزیون و تئاتر است.
از فیلم‌ها یا مجموعه‌های تلویزیونی که وی در آن‌ها نقش داشته‌است، می‌توان به پوآرو، هوای آن بالاها، ماجراهای شرلوک هلمز، آدمکشان میدسامر، رولت آمریکایی، ناتینگ هیل، دلیل زندگی و فرزندان انسان اشاره نمود.